# Haumenibaki
Haumenibaki is een bestuurslaag in het regentschap Timor Tengah Selatan van de provincie Oost-Nusa Tenggara, Indonesië. Haumenibaki telt 1135 inwoners (volkstelling 2010).